# Ш
Ш, ш e буква от кирилицата. Обозначава звука /ʃ/ или /ʂ/. Присъства във всички славянски кирилски азбуки (25-а в българската, 26-а в руската, 27-а в беларуската, 29-а в украинската, 30-а в сръбската), а в македонската писмена норма е последна. Използва се също така и в азбуките на народите от бившия СССР. В старобългарската и църковнославянската азбуки се нарича ша. Това е единствената буква, която изглежда еднакво и в глаголицата, и в старата кирилица. Трудно е да се установи точният ѝ произход, тъй като букви с подобен облик се срещат в няколко азбуки от този период – в етиопското писмо ሠ, в коптското писмо ϣ, в арамейското и неговите производни, като например еврейската буква ש.